# Луценко, Степан Кузьмич

Степан Луценко

Степан Кузьмич Луценко (1897 — 1928) — участник гражданской войны. Государственный деятель УССР, заместитель народного комиссара земледелия Украинской ССР.

## Биография
Степан Луценко родился в селе Жабки Полтавской губернии (ныне село Лохвицкого района Полтавской области Украины) в бедной крестьянской семье.
Участник Первой мировой войны. Член РСДРП(б). С апреля 1918 года на подпольной работе в Лохвицком уезде, командир Свиридовского партизанского отряда (Полтавская губерния) (1918—1919).
С 1919 г. — председатель волостного революционного комитета. В 1920 делегат на IV Всеукраинской конференции КП(б)У, в 1920—1923 — председатель исполкома Лохвицкого уездного Совета.
Хорошо владея словом, выступал со статьями в местных газетах. В 1923 был назначен на пост председателя Роменского, с 1925 — Полтавского окружного исполнительного комитета.
С 1926 года — заместитель народного комиссара земледелия Украинской ССР.
Был инициатором сооружения в 1922 году памятника философу Г. Сковороде в Лохвице (Полтавская область), автором которого стал скульптор Иван Кавалеридзе.
Умер в феврале 1928 года.

## Память
- Именем С. К. Луценко было названо родное село (до 2016 года — Луценки, в 2016 году селу возвращено название Жабки, хотя местные жители защищали старое название, указывая, что их земляк не был причастен к Голодомору и сталинским репрессиям), улица и переулок в Полтаве.